# Homonota taragui
Espèce
Homonota taragui est une espèce de geckos de la famille des Phyllodactylidae.

## Répartition
Cette espèce est endémique de la province de Corrientes en Argentine.

## Publication originale
- Cajade, Etchepare, Falcione, Barrasso & Alvarez, 2013 : A new species of Homonota (Reptilia: Squamata: Gekkota: Phyllodactylidae) endemic to the hills of Paraje Tres Cerros, Corrientes Province, Argentina. Zootaxa, no 3709 (2), p. 162–176.